# Gillian Anderson
Pour les articles homonymes, voir Anderson.
Gillian Anderson (prononcé en anglais : [ˈd͡ʒɪliən ˈændɚsən]), née le 9 août 1968 à Chicago (Illinois), est une actrice américaine.
Bien qu'ayant commencé sa carrière d'actrice au théâtre, Gillian Anderson connaît le succès public et critique durant les années 1990 pour son premier rôle à la télévision. Son interprétation sur deux décennies de la rigoureuse scientifique Dana Scully dans la série télévisée X-Files et dans les deux longs métrages qui l'accompagnent (The X-Files : Le Film en 1998 et X-Files : Régénération en 2008) lui valent un Golden Globe Award et un Primetime Emmy Award de la meilleure actrice dans un rôle dramatique.
Lorsque la première partie de X-Files s'achève en 2002, l'actrice s'établit au Royaume-Uni et y alterne les rôles dans des films et séries télévisées moins grand public. Ses interprétations de Lili Bart dans Chez les Heureux du Monde et de Miss Havisham dans De grandes espérances, notamment, sont remarquées. Au début des années 2010, elle opère un retour aux séries télévisées grand public en obtenant des rôles récurrents dans Hannibal, Crisis, American Gods et surtout The Fall, qui la met au premier plan en Angleterre. Après un nouveau retour pendant deux saisons dans X-Files, Gillian Anderson tient l’un des rôles principaux dans la série Netflix Sex Education, à partir de 2019. En 2020, elle incarne la Première ministre britannique Margaret Thatcher dans la série The Crown (saison 4), rôle pour lequel elle reçoit le Golden Globe de la meilleure actrice dans un second rôle dans une série en 2021.
Son activité au théâtre lui vaut également la reconnaissance de ses pairs : elle décroche ainsi trois nominations aux Laurence Olivier Awards dans la catégorie de la meilleure actrice. En 2016, elle est nommée membre de l'ordre de l'Empire britannique par la reine Élisabeth II pour services rendus aux arts.

## Biographie

### Enfance
Gillian Anderson naît à Chicago dans une famille modeste formée par Edward et Rosemary Anderson avec des ancêtres anglais, irlandais et allemands. À deux ans, sa famille déménage à Porto Rico, pour un peu plus d'un an, puis en Angleterre, à Londres, où son père se lance dans le monde de la production cinématographique.
Elle obtient de très bonnes notes à l'école privée de Coleridge, où elle développe un certain goût pour la biologie ainsi que pour le paranormal. Elle est alors une élève très extravertie. Elle considère avoir une enfance normale et se considère elle-même comme très masculine à cette époque. Sa famille retourne en Amérique du Nord, pour s'installer à Grand Rapids dans le Michigan, alors qu'elle a onze ans.

### Retour aux États-Unis et adolescence rebelle
Ce retour en Amérique est pour Gillian un dépaysement total. Elle est scolarisée à Grand Rapids. Extravertie en Angleterre, elle se renferme sur elle-même lors de sa première année d'étude car Londres lui manque. En plus de cela, ses camarades se moquent d'elle à cause de son accent anglais. À douze ans, elle retourne durant les vacances d'été à Londres, où elle découvre le monde des punks. Elle retourne en Amérique avec un anneau dans le nez. Elle arbore à présent tête rasée et crête à l’iroquoise noire et violette avec blouson en cuir, minijupe punk et vêtements noirs. Gillian se rebelle et devient provocatrice. Lorsqu'elle entre à l'école secondaire, ses notes baissent, elle est souvent convoquée chez le directeur. Elle est d'ailleurs élue par les élèves de sa classe « Clown de la classe » et « Fille la plus bizarre ».

### Vie privée

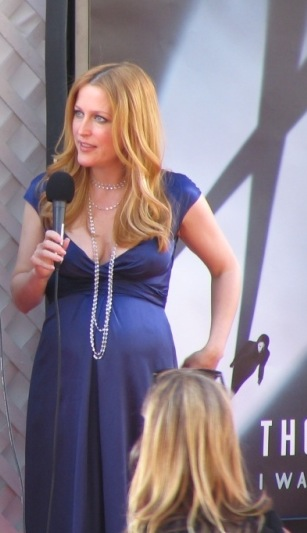
L'actrice, enceinte de son troisième et dernier enfant, en juillet 2008.

Gillian Anderson se marie en 1994 avec Clyde Klotz, un directeur artistique rencontré sur le plateau de la série X-Files. Ils ont une fille, nommée Piper Maru, née le 25 septembre 1994. L'actrice tombe enceinte à la fin du tournage de la première saison, une situation délicate alors que la série doit poursuivre son rapide rythme de production, et il est dans un premier temps envisagé de la remplacer par Winona Ryder, ce qui n'aboutit pas : ses apparitions sont réduites dans le scénario, notamment lors des premiers épisodes de la saison 2, et elle est filmée en plans rapprochés. Elle arrête de tourner seulement quelques jours avant son accouchement et subit une césarienne. Divorcée de Klotz en 1997, elle élève sa fille à Vancouver puis à Los Angeles jusqu'à la fin de la série.
Elle se remarie avec un journaliste, Julian Ozanne, puis, après un second divorce, se lie à l'homme d'affaires Mark Griffiths, avec lequel elle a deux fils, Oscar en 2006, et Félix en 2008. Le couple se sépare en 2012.
Dans une interview accordée en 2012, l'actrice évoque « une longue relation avec une fille » durant sa scolarité à l'école secondaire ; elle précise également que les relations qu'elle a eues durant sa jeunesse avec cette amie et avec d'autres femmes ont représenté dans sa vie une « exception » et non la norme. Elle a depuis exprimé son agacement face à l'insistance de certains journalistes sur cet épisode de sa vie, précisant qu'elle ne s'est jamais considérée comme homosexuelle et qu'elle ne l'avait évoqué en 2012 que pour rendre hommage à son ex-amie, décédée peu de temps auparavant.

## Carrière

### Années 1990: débuts et succès mondial

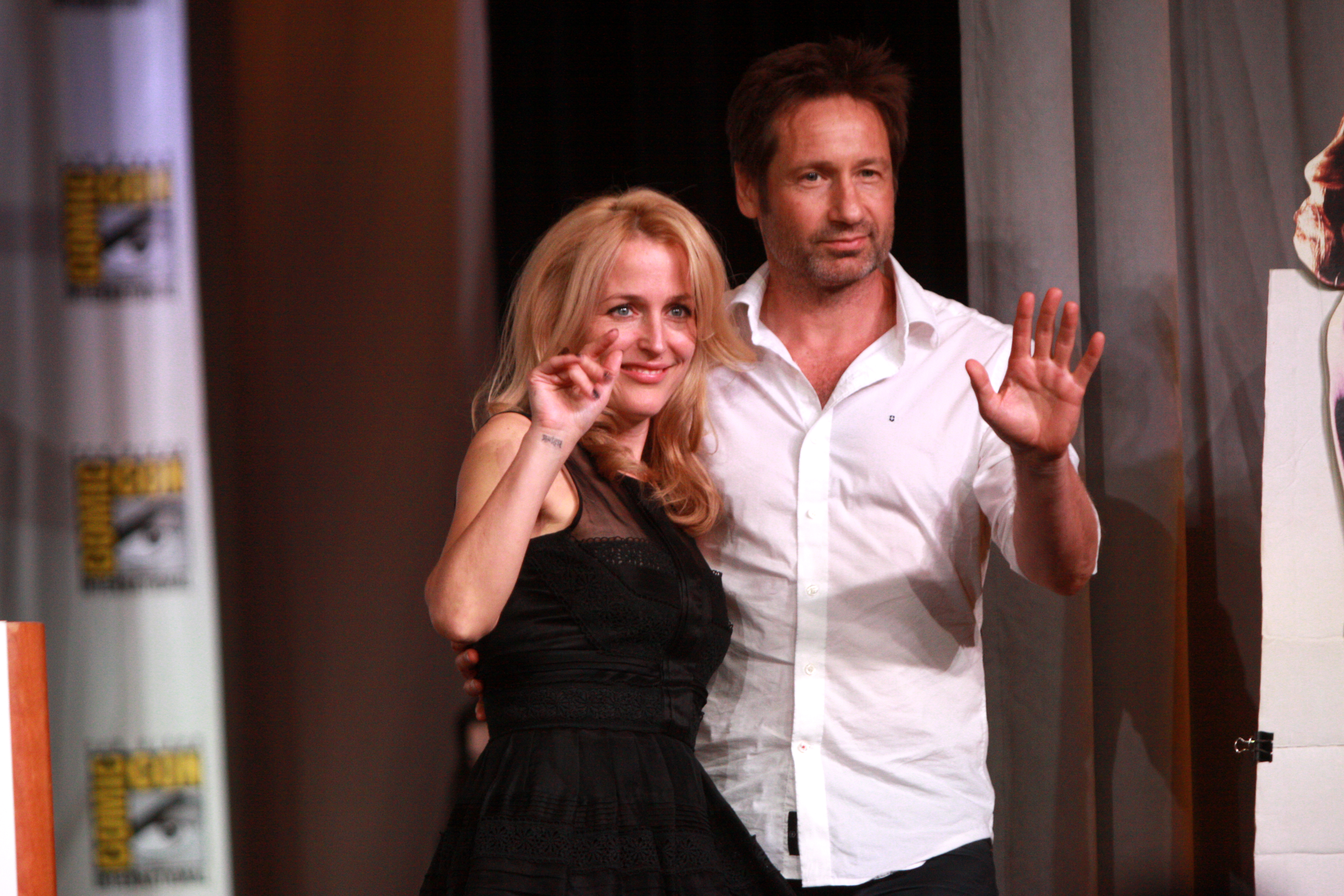
Aux côtés de David Duchovny au San Diego Comic-Con 2013, pour le de la série X-Files.

Elle se découvre une passion pour le théâtre et sort diplômée de l'université d'art dramatique de Chicago. Pour elle, « la comédie était le seul moyen de se sentir bien à l'époque ». Elle part pour New York et gagne sa vie comme serveuse tout en jouant dans de petites pièces.
Après deux rôles dans deux courts métrages (Three at Once et A Matter of Choice) et un second rôle dans The Turning, elle décroche un rôle au théâtre dans Absent Friends et le rôle de Célia dans The Philanthropist en 1992. Après ce rôle qui lui vaut un petit succès, elle déménage à Los Angeles pour rejoindre un petit ami et tenter de percer dans le métier tout en refusant obstinément tout rôle à la télévision.
Finalement, après une rencontre avec le scénariste Chris Carter, elle accepte le rôle de Dana Scully dans X-Files, aux côtés de David Duchovny. Bien que les directeurs de la Fox trouvent que Gillian n'est pas assez sexy, ils font confiance à Carter.
La série rencontre un immense succès à partir de la saison 3 et en 1997, Gillian reçoit l'Emmy Award de la meilleure actrice télévisée. Elle réalise par ailleurs un épisode de la série, l'épisode 17 de la saison 7 : Existences.
En 1996, elle est élue « femme la plus belle du monde » par le magazine FHM pour lequel elle pose, créant un certain buzz, personne ne s'attendant à voir Gillian poser en sous-vêtements ou en combinaison extrêmement moulante, alors qu'elle n'est connue que pour son rôle de Dana Scully, personnage assez austère et plutôt strict. Gillian a également participé une seule et unique fois à une convention de fans, pour voir l'effet que cela faisait, mais sa présence crée une émeute lors d'une séance d'autographes. Les médias, qui s'intéressaient initialement plutôt à David Duchovny, se tournèrent davantage vers elle. Elle fait ainsi beaucoup de couvertures de magazines comme Rolling Stone, TV Guide, Esquire ou SFX. Ses apparitions télévisées se font de plus en plus nombreuses. Elle est sollicitée pour présenter diverses émissions, parmi lesquelles Future Fantastic, sur le thème de la science-fiction.
Elle fait la rencontre du groupe Hal et enregistre avec eux le single Extremis qui connaît un petit succès au Royaume-Uni et en Australie. Elle prête sa voix à son personnage pour la version audio du livre dérivé de X-Files Point Zéro (Ground Zero en anglais). En 1998, elle prête encore sa voix à son personnage dans Les Simpson pour l'épisode Aux frontières du réel et joue dans le film X-Files, pour lequel elle touche quatre millions de dollars. Elle tourne, en 2000, dans Chez les heureux du monde, dont elle interprète le rôle principal de Lily Bart et pour lequel elle remporte plusieurs prix.
Elle est pressentie pour reprendre le rôle de l'agent Clarice Starling (dont Carter s'est inspiré pour le personnage de Scully) dans Hannibal au cinéma, mais son contrat avec X-Files lui interdit de jouer un autre agent du FBI. En 2002, la série prend fin au bout de sa 9e saison.
À la fin de la série, elle déménage à Londres, alternant désormais théâtre et cinéma.

### Années 2000: théâtre et cinéma

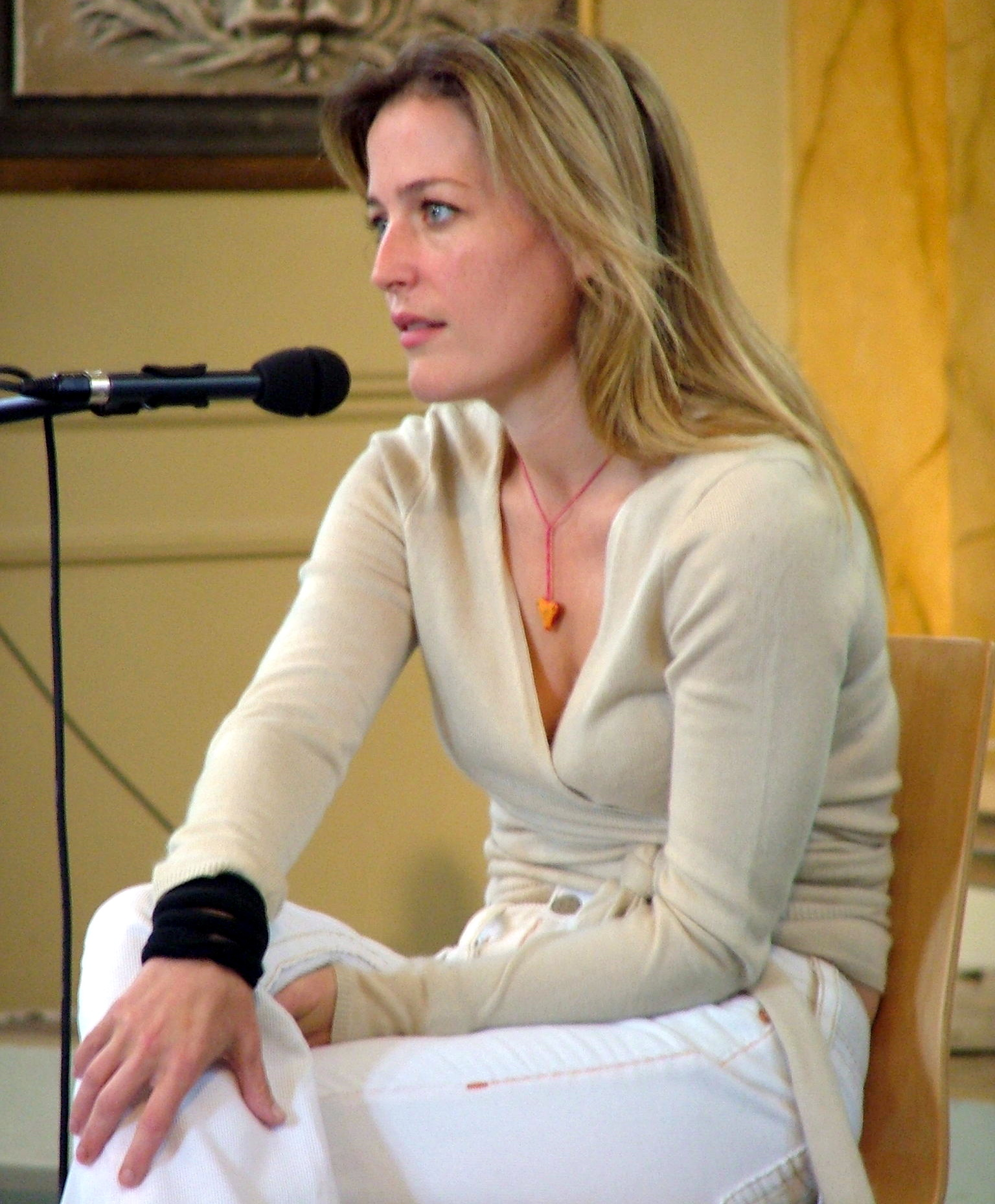
L'actrice à Buskaid, à Londres, en juillet 2004.

L'année 2003 marque son retour sur les planches du West End avec la pièce What The Night Is For avec Roger Allam. Elle revient un an plus tard au théâtre sous la direction de Rebecca Gilman, dans la pièce The Sweetest Swing In Baseball, qui lui vaut un large succès et des critiques particulièrement élogieuses. La même année, elle épouse au Kenya le journaliste Julian Ozanne.
C'est en 2005 qu'elle revient sur les écrans : malgré son souhait de se détacher de la télévision, elle se voit offrir le rôle de Lady Dedlock dans la mini-série La Maison d'Âpre-Vent, adaptation du classique de Charles Dickens. Son interprétation lui vaut d'être sélectionnée aux Bafta et aux Emmy Awards en 2006. Elle enchaîne avec la comédie britannique Tournage dans un jardin anglais, de Michael Winterbottom, puis revient à un univers contemporain avec le drame irlandais That Mighty Celt, avec Robert Carlyle. Deux œuvres saluées par la critique. C'est néanmoins sa participation au thriller Le Dernier Roi d'Écosse, de Kevin Macdonald, qui attire le plus l'attention. Le long-métrage, qui accroît la notoriété de James McAvoy à Hollywood, et permet à Forest Whitaker de décrocher l'Oscar du meilleur acteur, la remet sur le devant de la scène.
Elle fuit néanmoins les projets trop exposés, et revient ainsi en 2007 en tête d'affiche du thriller indépendant Traque sanglante, écrit et réalisé par Dan Reed. En 2008, elle tient un second rôle dans la comédie Un Anglais à New York de Robert B. Weide, premier essai de Simon Pegg en tant que tête d'affiche à Hollywood. Les deux films sont des échecs critiques et commerciaux.
Elle n'a pas plus de chance avec X-Files : Régénération, second long-métrage tiré de la série désormais culte, cinq ans après sa fin. Intitulé I Want to Believe, et sorti au cœur de l'été 2008, le film reçoit de très mauvaises critiques et échoue au box-office.
L'actrice ne tourne désormais pas plus d'un film par an : en 2009, elle fait partie de la distribution de la comédie indépendante Boogie Woogie, avec Heather Graham ; en 2011, elle tient un second rôle dans le blockbuster d'action Johnny English, le retour, aux côtés d'un autre comique britannique, Rowan Atkinson. Deux échecs critiques. L'année 2012 lui sourit davantage grâce aux seconds rôles qu'elle tient dans l'acclamé drame franco-suisse L'Enfant d'en haut, écrit et réalisé par Ursula Meier, aux côtés de Léa Seydoux, et dans le thriller Shadow Dancer, de James Marsh.
C'est bien à la télévision qu'elle retrouve des rôles plus développés.

### Années 2010: retour télévisuel et regain critique

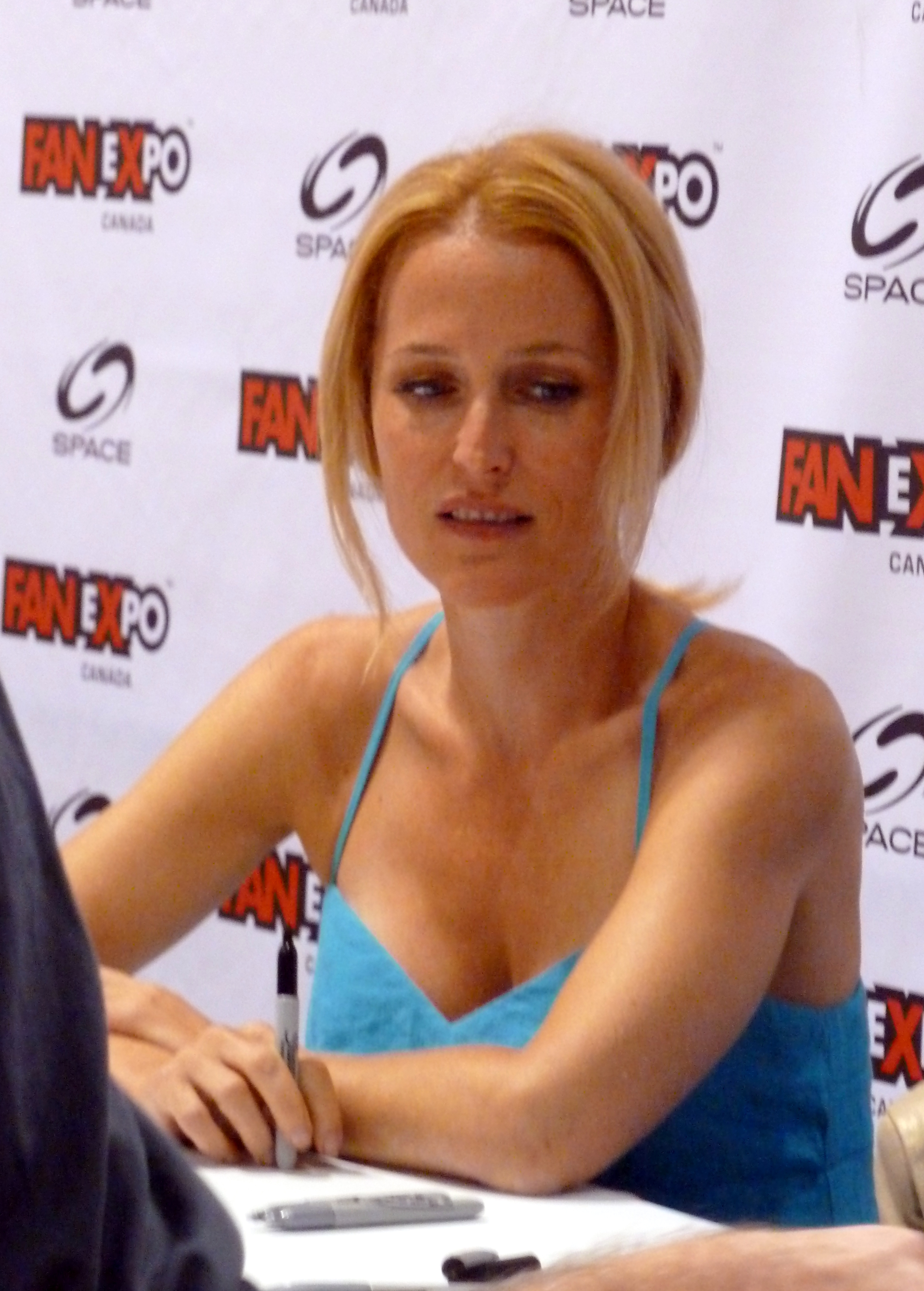
À une convention à Toronto, en août 2012.

C'est d'abord dans le registre historique qu'elle se distingue : en 2010, elle fait partie de la distribution de la mini-série de la BBC Any Human Heart, où elle prête ses traits à Wallis Simpson, la duchesse de Windsor ; et en 2011, elle apparaît non seulement dans deux épisodes de la mini-série The Crimson Petal and the White, mais tient surtout le premier rôle féminin de l'acclamée De grandes espérances.
En 2013, elle revient à un univers moderne, toujours sur la BBC, en tête d'affiche de la série thriller The Fall, aux côtés du jeune Jamie Dornan. L'actrice y joue un nouveau rôle de « femme charismatique dans un univers sombre et violent peuplé d’hommes, dont elle est l’égale [...] voire la supérieure ». Le programme est salué par la critique internationale, et reçoit de multiples récompenses. Le tournage laisse à l'actrice la possibilité de participer à d'autres productions.
Elle accepte ainsi de tenir un rôle récurrent dans la série américaine Hannibal, développée par Bryan Fuller. Son interprétation glaçante et complexe de la psychiatre Bedelia Du Maurier, étroitement liée au personnage principal, impressionne la critique. Cependant, l'actrice ne parvient à participer qu'à quatre épisodes de la seconde saison.
La chaîne NBC qui diffuse Hannibal, la mobilise en effet sur le tournage d'une nouveauté, Crisis. Dans cette série d'action, lancée en mars 2014 aux États-Unis, elle prête ses traits à Meg Fitch, directrice d'une importante société et sœur de Suzie, incarnée par Rachael Taylor. Le programme est un échec critique et commercial, et s'arrête dans l'indifférence au bout d'une dizaine d'épisodes.
En revanche, The Fall, revient sur la BBC pour une seconde saison, sur laquelle elle officie désormais aussi en tant que productrice. De plus, Bryan Fuller peut la promouvoir au rang d'actrice principale pour la troisième saison de Hannibal. La série s'aventure sur un registre encore plus noir et ambitieux, récoltant d'excellentes critiques, mais échouant à récolter des audiences satisfaisantes. Elle est donc arrêtée au bout de cette dernière fournée d'épisodes, concluant ainsi l'adaptation du roman Dragon rouge, de Thomas Harris.
L'année 2016 confirme ce retour en grâce télévisuel : elle participe sur la chaîne américaine FOX à une dixième saison événement de X-Files, tient un second rôle dans la série historique War and Peace et mène enfin la troisième saison de The Fall.
Au cinéma, elle tient le premier rôle féminin du film d'action Robot Overlords, écrit et réalisé par Jon Wright, et revient sur les planches pour une nouvelle adaptation théâtrale d'Un tramway nommé Désir, d'abord à Londres, puis à New York.
Le 8 janvier 2018, elle obtient son étoile sur le Hollywood « Walk of Fame ».
Depuis 2019, elle joue aux côtés d’Asa Butterfield et Ncuti Gatwa, dans la série télévisée Sex Education diffusée sur Netflix.
Elle incarne la Première ministre du Royaume-Uni Margaret Thatcher dans la saison 4 de la série The Crown (2020), et reste dans un registre similaire avec le film Scoop (2024) qui revient sur les liens entre le prince Andrew et l'affaire Epstein.

## Filmographie

### Cinéma

#### Longs métrages
- 1992 : The Turning (en) de L.A. Puopolo : April Cavanaugh
- 1997 : Princesse Mononoké de Hayao Miyazaki : Moro, la déesse louve (voix américaine)
- 1998 : Chicago Cab (Hellcab) de Mary Cybulski et John Tintori : Brenda
- 1998 : Les Puissants (The Mighty) de Peter Chelsom : Loretta Lee
- 1998 : The X Files, le film (The X-Files : Fight the Future) de Rob S. Bowman : l'agent spécial Dana Scully
- 1998 : La Carte du cœur (Playing by Heart) de Willard Carroll : Meredith
- 2000 : Chez les heureux du monde (The House of Mirth) de Terence Davies : Lily Bart
- 2005 : The Mighty Celt de Pearse Elliott : Kate Morrison
- 2005 : Tournage dans un jardin anglais (Tristram Shandy : A Cock and Bull Story) de Michael Winterbottom : Veuve Wadman/Elle-même
- 2006 : Le Dernier Roi d'Écosse (The Last King of Scotland) de Kevin Macdonald : Sarah Merrit
- 2007 : Traque sanglante (Straightheads) de Dan Reed : Alice Comfort
- 2008 : Un Anglais à New York (How to Lose Friends and Alienate People) de Robert B. Weide : Eleanor Johnson
- 2008 : X-Files : Régénération (The X-Files : I Want to Believe) de Chris Carter : Dana Scully
- 2009 : Boogie Woogie de Duncan Ward : Jean Maclestone
- 2011 : Johnny English, le retour (Johnny English Reborn) d'Oliver Parker : l'agent Pamela Thornton alias Pegasus
- 2012 : L'Enfant d'en haut (Sister) d'Ursula Meier : Kristin Jansen
- 2012 : Shadow Dancer de James Marsh : Kate Fletcher
- 2013 : Mr. Morgan's Last Love de Sandra Nettelbeck : Karen Morgan
- 2013 : La Colline aux coquelicots (Kokuriko-zaka kara) de Goro Miyazaki : Miki Hokuto (voix américaine)
- 2013 : Le Chemin du passé (I'll Follow You Down) de Richie Mehta : Marika Whyte
- 2015 : Robot Overlords de Jon Wright : Kate Flynn
- 2015 : The Widowmaker de Patrick Forbes : la narratrice
- 2016 : Sold de Jeffrey D Brown : Sophia
- 2017 : Le Dernier Vice-Roi des Indes (Viceroy's House) de Gurinder Chadha : Edwina Mountbatten
- 2017 : La Maison biscornue (Crooked House) de Gilles Paquet-Brenner : Magda Leonides
- 2018 : L'Espion qui m'a larguée (The Spy Who Dumped Me) de Susanna Fogel : Wendy
- 2018 : OVNI : Sur la piste extraterrestre (UFO) de Ryan Eslinger : Pr Rebecca Hendricks
- 2020 : The Sunlit Night de David Wnendt : Olyana Gregoriov
- 2023 : The Pale Blue Eye de Scott Cooper : Julia Marquis
- 2023 : White Bird: A Wonder Story de Marc Forster : Vivienne Beaumier
- 2024 : Scoop de Philip Martin : Emily Maitlis
- 2024 : The Salt Path de Marianne Elliott : Raynor Winn (en)
- prochainement : Animals de Ben Affleck

#### Courts métrages
- 1986 : Three at Once de Mike Kuhn : Femme 1
- 1988 : A Matter of Choice de William Davis
- 2010 : No Pressure de Dougal Wilson
- 2012 : La Sorcière dans les airs (Room on the Broom) de Jan Lachauer et Max Lang : la sorcière (voix)
- 2014 : The Departure d'elle-même : Blanche

### Télévision

#### Séries télévisées
- 1993 : Promo 96 : Rachel
- 1993 - 2002 / 2016 / 2018 : X-Files : Aux frontières du réel (The X-Files) : Agent spécial Dana Scully
- 1995 : Eek! the Cat : Agent Scully (voix)
- 1996 : ReBoot : Data Nully
- 1997 : Les Simpson (The Simpson) : Dana Scully (voix)
- 1999 : Frasier : Jenny (voix)
- 1999 : Harsh Realm : la narratrice (voix)
- 2005 : La Maison d'Apre-Vent : Lady Honoria Dedlock
- 2010 : Any Human Heart : Wallis Simpson, la Duchesse de Windsor
- 2011 : De grandes espérances (Great expectations) : Miss Havisham
- 2011 : The Crimson Petal and the White : Mme Castaway
- 2013 - 2015 : Hannibal : Bedelia Du Maurier
- 2013 - 2017 : The Fall : Détective Stella Gibson
- 2014 : Crisis : Meg Fitch
- 2014 : Robot Chicken : La marraine bonne fée / Fiona (voix)
- 2016 : Guerre et Paix (War & Peace) : Anna Pavlovna Scherer
- 2017 : Ronja the Robber's Daughter : La narratrice
- 2017 : American Gods : Media
- 2019 - 2023 : Sex Education : Jean Milburn
- 2020 : The Crown : Margaret Thatcher
- 2021 : The First Lady : Eleanor Roosevelt
- 2022 : The Great : Joanna of Holstein-Gottorp

#### Téléfilms
- 2007 : Robbie the Reindeer in Close Encounters of the Herd Kind de Donnie Anderson : Queen Vorkana (voix)
- 2011 : Moby Dick de Mike Barker : Elizabeth Achab

## Théâtre
- 1991 : Absent Friends de Lynne Meadow : Evelyn
- 1992 : The Philanthropist de Gordon Edelstein : Celia
- 2000 - 2002 : Les Monologues du vagin (The Vagina Monologues) d'Eve Ensler
- 2002 - 2003 : What The Night Is For de John Caird : Melinda Metz, Comedy Theatre à Londres
- 2004 : The Sweetest Swing in Baseball de Ian Rickson : Dana Fielding, Royal Court Theatre, à Sloane Square, Londres
- 2009 : Une maison de poupée de Kfir Yefet : Nora Vaughan, Donmar Warehouse, Londres
- 2010 : We Are One : A Celebration Of Tribal peoples de Mark Rylance, Apollo Theatre, Londres
- 2011 : Torture Team d'Indhu Rubasingham, Hay Festival
- 2013 : Our Town de Damon Kiely : Stage Manager
- 2013 : Letters Live
- 2014 : Un tramway nommé Désir de Benedict Andrews (Tennessee Williams) : Blanche Dubois, YoungVic Théâtre, Londres[Note 1]
- 2016 : Un tramway nommé Désir de Benedict Andrews (Tennessee Williams) : Blanche Dubois, St Ann's Warehouse, New York
- 2019 : All about Eve d'Ivo van Hove (d'après une histoire de Mary Orr / Joseph L. Mankiewicz) : Margo Channing, Noël Coward Theatre[19]
- 2019 : Whodunnit (Unrehearsed) de Jez Bond et Mark Cameron : Inspecteur Anderson
- 2022 : Whodunnit (Unrehearsed) 2 de Jez Bond : Inspecteur Anderson

## Écrivain
Au milieu des années 2010, l'actrice coécrit avec Jeff Rovin (en) une série en trois tomes, EarthEnd :
1. Visions de feu, Bragelonne, 2016 ((en) A Vision of Fire, 2014)
2. Rêves de glace, Bragelonne, 2016 ((en) A Dream of Ice, 2015)
3. Échos des mers, Bragelonne, 2017 ((en) The Sound of Seas, 2016)

Elle publie également en 2016 un livre d'inspiration à destination des femmes : (en) WE, 2016
Nos désirs, 174 fantasmes féminins du monde entier, (titre original Want)  Denoël, 2024 

## Jeux vidéo
En 1996, elle participe au doublage du jeu "Hellbender", developpé par Terminal Reality et édité par Microsoft. Elle y' interprète "E.V.E", l'intelligence artificielle qui guide et seconde le joueur pendant le jeu[réf. nécessaire].
En 2015 ou 2016, l'actrice prend part au tournage en capture de mouvement du jeu Squadron 42, dans lequel elle interprète le capitaine McLaren, le supérieur du personnage incarné par le joueur (post-production).,.

## Fictions audio
- 2017 : X-Files - Première partie (X-Files : Les nouvelles affaires non classées 1) (The X-Files: Cold Cases) : Dana Scully
- 2017 : X-Files - Deuxième partie (X-Files : Les nouvelles affaires non classées 2) (The X-Files: Stolen Lives) : Dana Scully

## Discographie
- 1997 - Extremis (avec HAL)
- 2019 - The Sandman (avec PJ Harvey)

## Distinctions

### Récompenses
- 1995 : Universe Reader's Choice Award de la meilleure actrice de série de science-fiction au Sci-Fi Universe Magazine pour la série The X-Files
- 1996 et 1997 : Screen Actors Guild Award pour la série The X-Files
- 1997 : Saturn Award de la Meilleure actrice télévisée à l'Académie des films de science-fiction, fantastique et horreur pour la série The X-Files
- 1997 : Golden Globe de la meilleure actrice de série dramatique dans la série The X-Files
- 1997 : Emmy Award de la meilleure actrice dans une série dramatique dans la série The X-Files
- 1997 et 1998 : Prix TV pour la catégorie Best Foreign TV Personality (Bästa utländska kvinna) au Aftonbladet TV Prize en Suède
- 1998 et 1999 : Q Award de la meilleure actrice dans une série dramatique de qualité au Viewers for Quality Television Awards pour la série The X-Files
- 1999 : Blockbuster Entertainment Award de la meilleure actrice Science-fiction pour la série The X-Files
- 2000 : Blockbuster Entertainment Award de la meilleure actrice pour le film Les Heureux de ce monde
- 2005 : Audience Award de la Meilleure actrice internationale aux IFTA Awards pour le film The Mighty Celt
- 2012 : British Academy of Film and Television Arts de la meilleure actrice pour son rôle dans De grandes espérances
- 2014 : London Evening Standard Award de la meilleure actrice pour Un tramway nommé Désir
- 2021: Golden Globe  de la meilleure actrice dans un second rôle dans une série, une mini-série ou un téléfilm  pour The Crown
- Screen Actors Guild Awards 2021 : Meilleure actrice dans une série dramatique pour The Crown

### Nominations
- Laurence Olivier Awards 2015 : Meilleure actrice pour Un tramway nommé Désir
- Critics' Choice Television Award 2021 : critics' choice television axard de la meilleure actrice dans un second rôle dans une série télévisée dramatique pour The Crown [23]

## Voix francophones
En version française, Caroline Beaune était la voix française régulière de Gillian Anderson, jusqu'à son décès le 24 juillet 2014, à l'âge de 55 ans. Elle l'a doublé notamment dans l'univers X-Files (la série (saisons 1 à 9), les deux films, le jeu vidéo et durant l'épisode Aux frontières du réel des Simpson. Elle l'a aussi doublé dans les films Le Dernier Roi d'Écosse et Johnny English, le retour.
Par la suite, plusieurs comédiennes lui ont succédé. Il y a notamment Danièle Douet qui a repris ses rôles dans les séries X-Files : Aux frontières du réel (plus les deux fictions audio), The Fall, Hannibal, Sex Education ou encore L'Espion qui m'a larguée. Il y a aussi eu Patricia Piazza dans Crisis, Laurence Dourlens dans Guerre et Paix et Élisabeth Fargeot dans American Gods.
À titre exceptionnel, elle a aussi été doublée par Guylaine Gibert dans le court-métrage d'animation Room on the Broom, Céline Mauge dans De grandes espérances et Sophie Broustal dans Shadow Dancer.

### Versions françaises
- Caroline Beaune (*1959 - 2014) dans X-Files : Aux frontières du réel (1re voix), Le Dernier Roi d'Écosse, Johnny English, le retour, The Fall (1re voix), Hannibal (1re voix)[25], etc.
- Danièle Douet dans X-Files : Aux frontières du réel (2e voix), The Fall (2e voix), Hannibal (2e voix), L'Espion qui m'a larguée[25], Sex Education, The Crown, The First Lady, etc.